# Toro (dier)
De toro (Isothrix bistriata)  is een zoogdier uit de familie van de stekelratten (Echimyidae). De wetenschappelijke naam van de soort werd voor het eerst geldig gepubliceerd door Wagner in 1845.

## Voorkomen
De soort komt voor in Bolivia, Brazilië, Colombia, Ecuador, Peru en Venezuela.